# St. Mauritius (Koblenz)

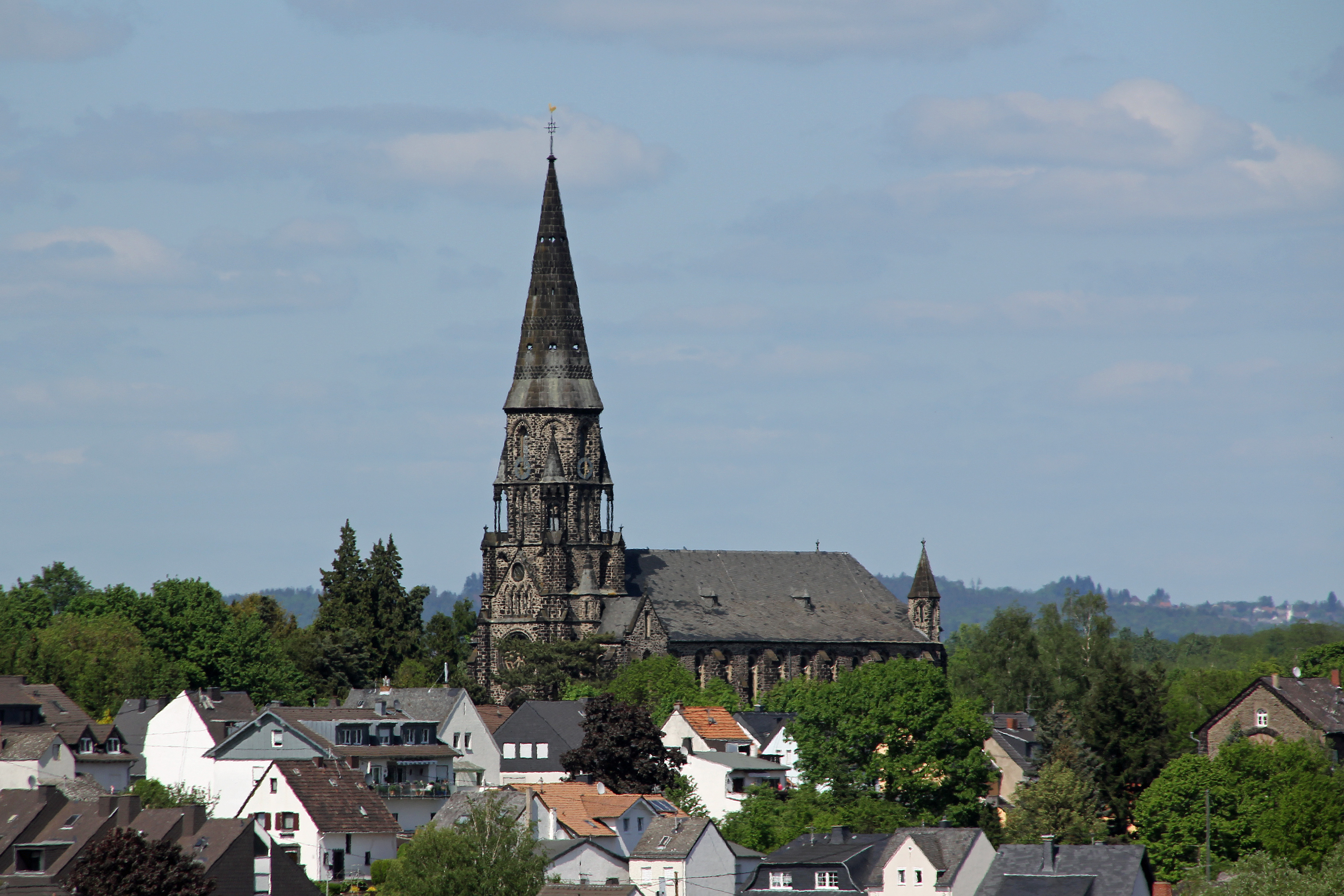
Blick über die Dächer von Koblenz-Rübenach auf St. Mauritius

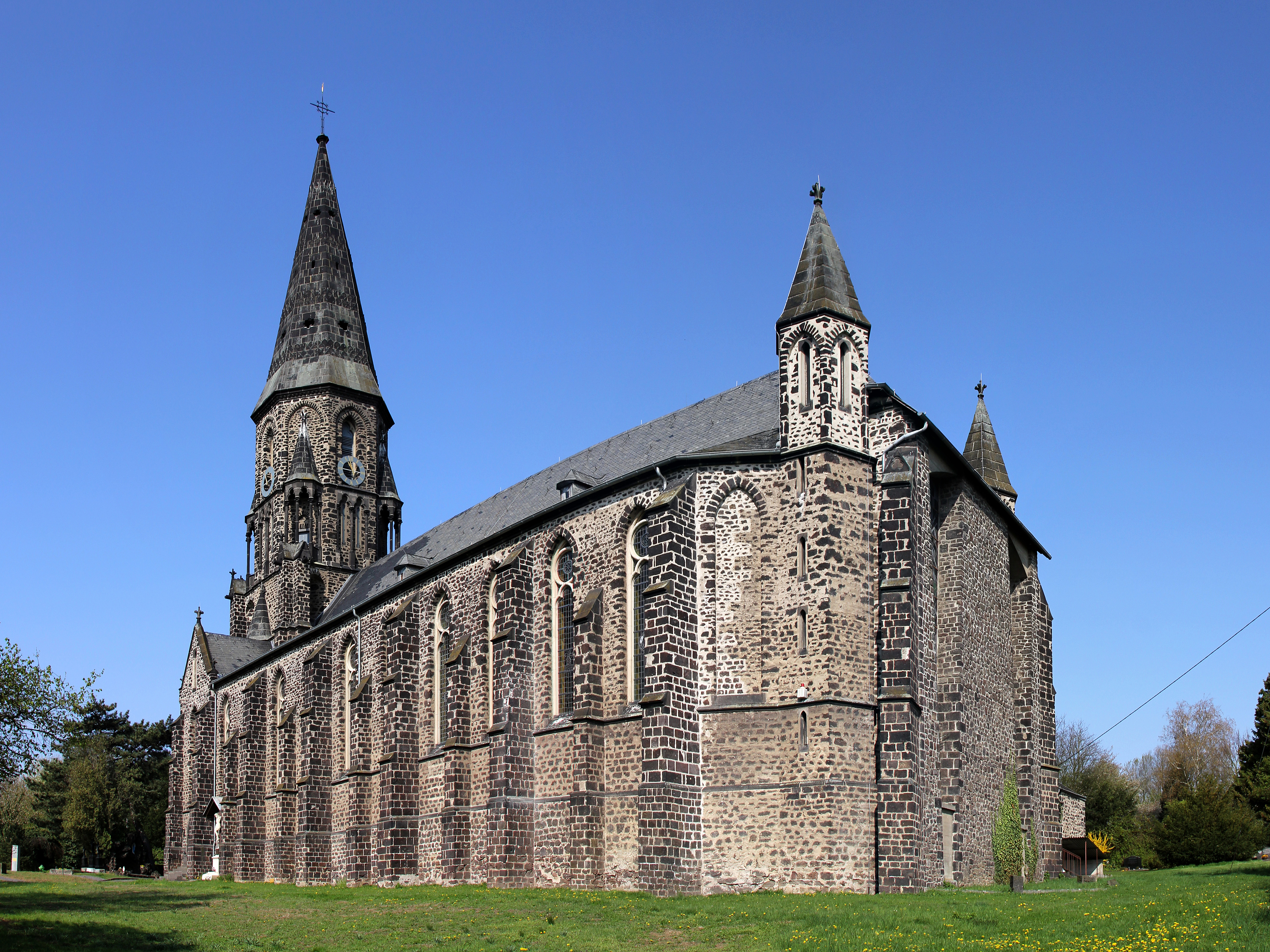
Die Pfarrkirche St. Mauritius in Koblenz-Rübenach

Die Pfarrkirche St. Mauritius ist eine katholische Kirche im Koblenzer Stadtteil Rübenach. Am höchsten Punkt des Orts gelegen, bestimmt ihre gemauerte Turmspitze maßgeblich dessen Silhouette. Die Pfarrkirche wurde 1862–1866 erbaut und trägt das Patrozinium des heiligen Mauritius. Nebenpatronin ist die heilige Aldegundis.

## Geschichte

### Vorläuferkirche
Im Zusammenhang mit der ersten Erwähnung von Rübenach in einer Schenkung des Mainzer Erzbischofs Lullus an das Kloster Hersfeld wurde 775 eine Kapelle im Ort erwähnt. Um das Jahr 1220 wurde in Rübenach erstmals eine Kirche erbaut. Die dreischiffige romanische Basilika erfuhr im Laufe der Jahrhunderte einige Um- und Erweiterungsbauten. In der zweiten Hälfte des 15. Jahrhunderts wurde der Chor niedergelegt und in gotischem Stil neu errichtet. Weitere Erweiterungen werden in den Jahren 1680 und 1809 erwähnt. Im 19. Jahrhundert wuchs die Zahl der Einwohner von Rübenach stark an und der alte Kirchenbau war für die Gläubigen nicht mehr ausreichend. Nachdem 1841 ein schwerer Brand ausbrach, bei dem ein Großteil des Orts zerstört wurde, erwog man 1844 erstmals einen Neubau, der 1862 begonnen wurde.
Ab 1857 kam es in Rübenach zu einem Kirchenstreit über das Für und Wider eines Abrisses der alten romanischen Kirche. Obwohl die Kirche baufällig war, sprach sich die preußische Regierung in Berlin noch 1863 für den Erhalt aus und verbot den Abriss, wohl um sie als Baudenkmal zu erhalten. Da sie aber den Friedhof beengte und den Blick auf die wenige Meter dahinter neu erbaute Kirche versperrte, wollten die Bürger von Rübenach den Abriss. Sie erhielten dabei Unterstützung vom späteren Kölner Erzbischof Philipp Krementz. Nachdem der Neubau vollendet worden war, schritten einige Bürger, wohl Jugendliche, am 2. November 1866 eigenmächtig zur Tat und begannen in einer Nacht-und-Nebel-Aktion mit der Zerstörung. Um wieder für Ruhe und Ordnung zu sorgen, wurden danach preußische Soldaten vom Königin Augusta Garde-Grenadier-Regiment Nr. 4 in den Ort verlegt. Wegen der schweren Beschädigung am alten Bauwerk, riss man es schließlich im Frühjahr 1867 ganz ab. Als Strafe wurde 1867 die Bürgermeisterei nach Weißenthurm verlegt.

### Neubau von St. Mauritius
Der Koblenzer Architekt Johann Claudius von Lassaulx wurde am 19. Mai 1846 mit dem Neubau von St. Mauritius in Rübenach beauftragt. Bis jedoch die Gelder für den Neubau aufgebracht, verschiedene Streitigkeiten überwunden waren und das Grundstück zur Verfügung stand, vergingen noch 15 Jahre. Lassaulx starb bereits 1848 und konnte somit seinen Bauplan nicht mehr ausführen.
Im Jahr 1857 wurde der Kölner Dombaumeister Vincenz Statz mit dem Neubau betraut. Er entwarf einen neuen Bauplan, der eine Hallenkirche mit einem Turm vorsah, und teilweise Lassaulx' Plan mit einbezog, der einen klassizistischen Kirchenbau mit neuromanischen Elementen vorgesehen hatte. Statz behielt den Grundriss bei, verwandte aber den neugotischen Baustil. Die örtliche Bauleitung übernahm der Koblenzer Stadtbaumeister Hermann Nebel. Die Bauarbeiten begannen am 24. Februar 1862, die Grundsteinlegung konnte am 19. Juli 1862 zusammen mit dem Trierer Bischof Wilhelm Arnoldi gefeiert werden. Der Kirchenbau wurde am 8. August 1865 mit Übergabe der Schlüssel an den Bürgermeister vollendet. Die Übergabe an die Kirchengemeinde und die Benediktion erfolgte am 31. März 1866, die Konsekration nahm am 24. September 1868 der Trierer Bischof Matthias Eberhard unter Teilnahme des preußischen Oberpräsidenten Adolph von Pommer Esche vor.
Bei den Luftangriffen auf Koblenz im Zweiten Weltkrieg wurde St. Mauritius am 12. August 1942 durch eine britische Luftmine schwer beschädigt. Dabei wurde der Polygonalchor völlig zerstört. Der Wiederaufbau wurde 1952 nach Plänen des Mayener Architekten Karl Peter Böhr ausgeführt. Der zerstörte Chor wurde nicht neu errichtet, die raumhohe Öffnung wurde durch eine gerade, mit zwei großen farbigen Fenstern versehene Wand geschlossen. Außerhalb markierte man den Umriss des alten Chors mit Steinen. Die Kirche erhielt bei einer Innenrenovierung 1958 eine einfache Ausmalung, mit der viele alte Fresken übermalt wurden. Entsprechend der Liturgiereform wurde der Altarraum 1966 leicht verändert. Eine Sanierung des Außenbaus erfolgte 1989–1994, der Kirchturm wurde 1996–1997 gesichert.

## Bau und Ausstattung

### Außen
Die Pfarrkirche St. Mauritius ist eine dreischiffige neugotische Hallenkirche von fünf Jochen. Als Baumaterial wurde Basaltbruchstein aus Mendig, Rieden und Bell sowie vom Karmelenberg verwendet. Der Chor war ursprünglich ein Zwölfeck. Nach Kriegszerstörung wurde er als platter Chorabschluss wiederaufgebaut. Er wird von zwei Treppentürmchen mit schlanken Helmen flankiert. Der kleine achteckige Dachreiter über dem Chor wurde nicht wiederhergestellt. Auf der Nordostseite ist dem Chor die Sakristei angebaut. Die Seitenschiffe schließen mit drei Seiten eines Sechsecks.
Der mächtige, 70 m hohe Westturm mit fünf Geschossen steht in der Achse des Hauptschiffes und ist in die Kirche eingebunden. Nach oben wechselt er ab dem dritten Geschoss von einem quadratischen Grundriss in eine achteckige Turmform. Am Übergang sind Säulenbaldachine mit Spitzhelmen angebracht, wie sie bei der Kathedrale von Laon vorkommen. Auf der Westseite des Turms befindet sich der Haupteingang, der als Säulenportal ausgeführt wurde. Darüber sind im Turm eine Fensterrose und ein Giebel eingebaut. Nördlich und südlich des Turms befinden sich zwei annexartige Anbauten mit quergestellten Satteldächern, die den Eindruck eines Querschiffes suggerieren und die Seiteneingänge aufnehmen.
Die Außenwände des Hauptschiffes werden durch abwechselnd starke und schwache Strebepfeiler sowie Lanzettfenster mit einfachem Maßwerk gegliedert. Der spitze Turmhelm ist aus Stein, das Langhaus besitzt ein riesiges geknicktes, mit Schiefer gedecktes Dach.
Neben dem südlichen Seiteneingang ist an der Außenwand ein Missionskreuz über einem neugotischen altarartigen Sockel mit Blendmaßwerk angebracht. Der Korpus aus Keramik ist eine Arbeit aus dem späten 19. Jahrhundert. Südwestlich der Kirche steht eine große, mehrteilige Lourdesgrotte aus Schlackengestein mit einer typischen Marienfigur. Sie wurde von Chr. Alsbach gestiftet, die laut Gedenktafel an ihren 1916 gefallenen Ehemann Nikolaus erinnern wollte.

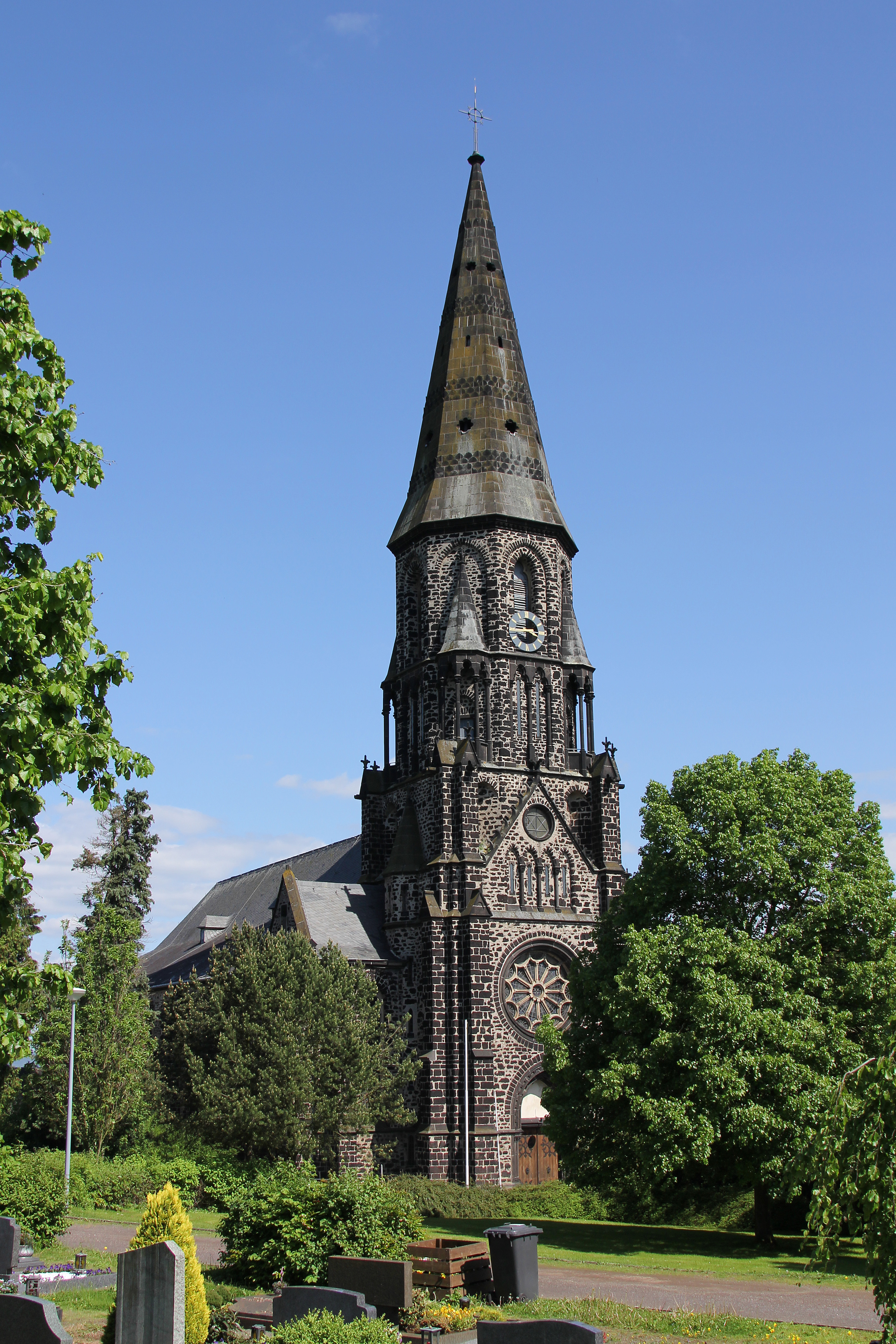
Der mächtige Westturm der Pfarrkirche St. Mauritius
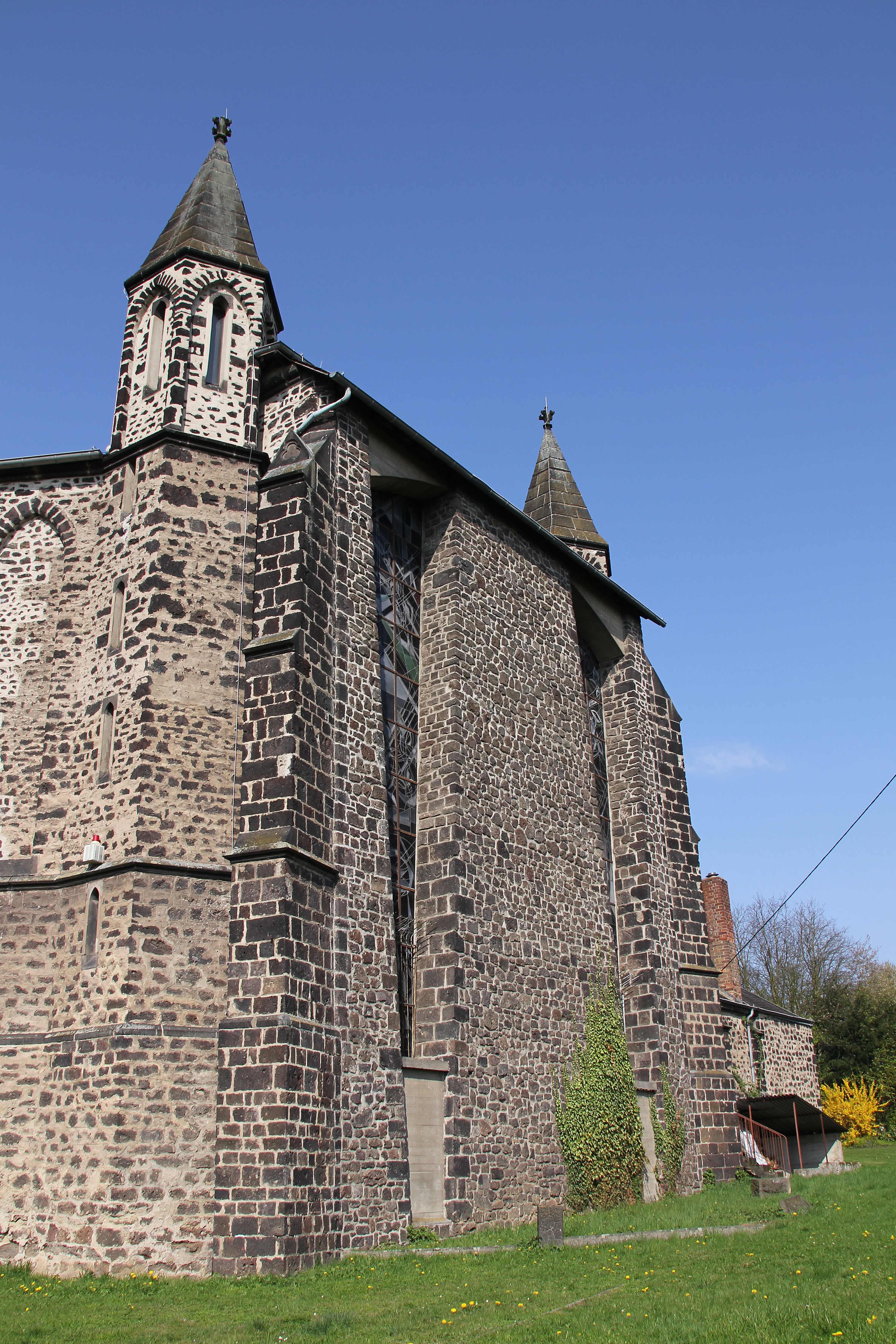
Der nach dem Zweiten Weltkrieg mit plattem Abschluss wiederhergestellte Chor; im Gras sind mit Steinen die alten Abmaße des Chors markiert
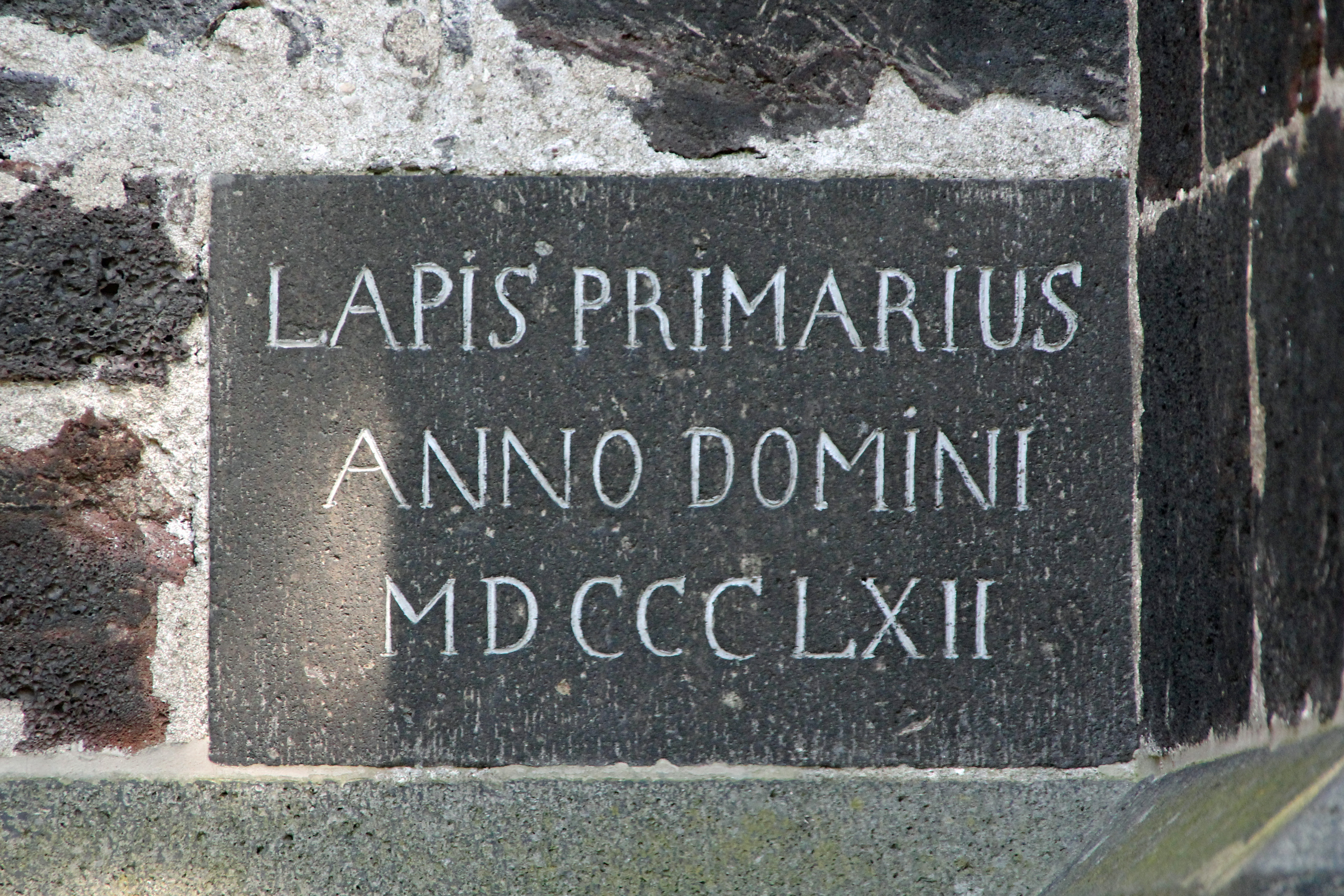
Grundstein
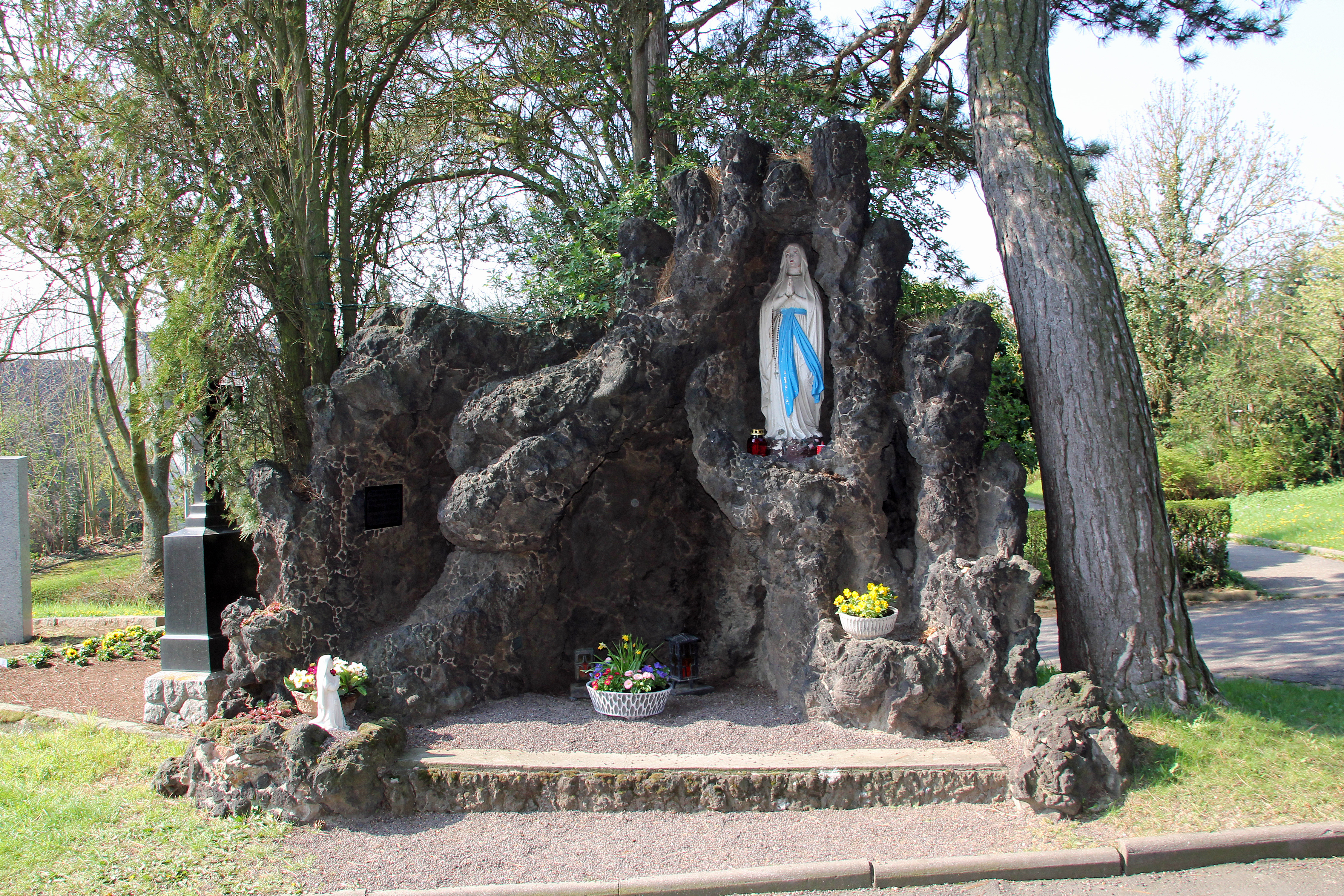
Lourdesgrotte

### Innen
Im Inneren wird das Mittelschiff von einem einfachen vierteiligen Kreuzrippengewölbe überspannt. Die Rippen der Gewölbe der Seitenschiffe sind achtteilig. Von an den Seitenwänden angebrachten durchlaufenden und profilierten Sims gehen die Dienste aus. Pro Joch sind zwei einbahnige Fenster in die Außenwände eingelassen und geben dem Raum das nötige Licht. Im Untergeschoss des Turms ist eine dreischiffige nach Osten offene Halle eingebaut, die die Orgeltribüne trägt. Der in den 1950er-Jahren neu gestaltete Chor besitzt Fenster von Jakob Schwarzkopf aus Trier, die Rebstöcke und Ähren als eucharistische Symbole von Brot und Wein zeigen. Die moderne Chorgestaltung steht im klaren Kontrast zum neugotischen Kirchenraum.
Den Chor schmücken zwei Figuren des heiligen Mauritius in Rüstung, mit Helm und Lanze, sowie der heiligen Aldegundis mit Äbtissinnenstab und Buch. Die Barockfiguren stammen aus der ersten Hälfte des 18. Jahrhunderts. Aus der Vorgängerkirche stammt eine sitzende Muttergottes mit unbekleidetem stehenden Kind aus Nussbaumholz. Die qualitätvolle Arbeit aus dem zweiten Viertel des 14. Jahrhunderts wurde 1959 restauriert. Der Altar stammt aus den 1930er-Jahren. Der Taufstein in Kelchform von 1710 wurde aus grauem Marmor hergestellt und steht am Ostende des nördlichen Seitenschiffs. Von der ursprünglichen Ausstattung wurde 1997 eine historische Dekorationsmalerei in den Seitenschiffsabsiden, geschaffen 1873 von Drotsch, wieder freigelegt. Die Sitzbänke haben geschnitzte Wangen mir Blendmaßwerk. Die farbigen Fußbodenfliesen zeigen ornamentale und figürliche Motive.
Im Juli 2005 wurde in einer Vitrine das „Buch des Lebens“ aufgestellt, eine mit kostbarem Einband in Rindsleder versehene Aufzeichnung der im Zweiten Weltkrieg gefallenen Soldaten und bei Luftangriffen umgekommenen Einwohner aus Rübenach.

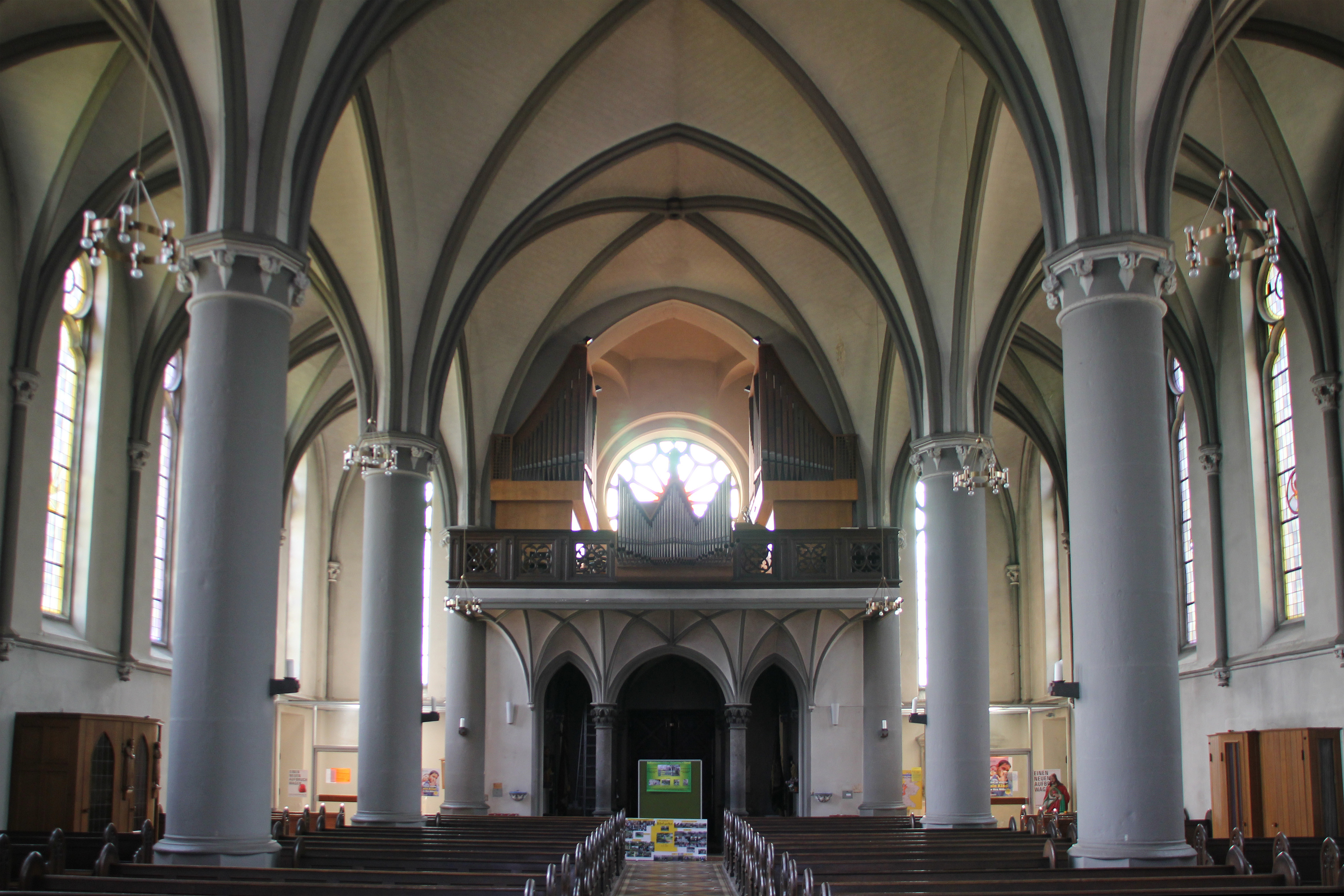
Innenraum mit der Orgel
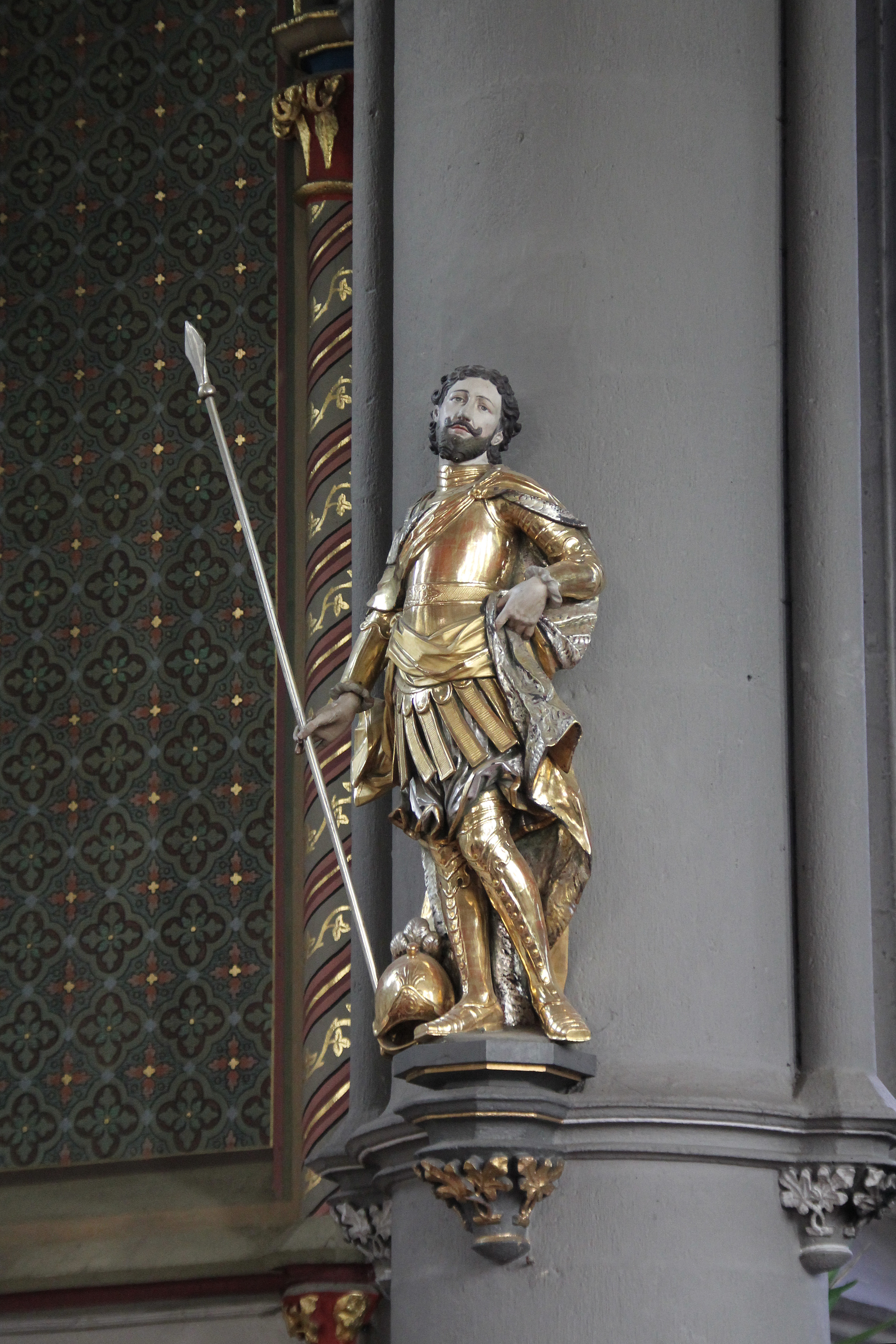
Figur des heiligen Mauritius
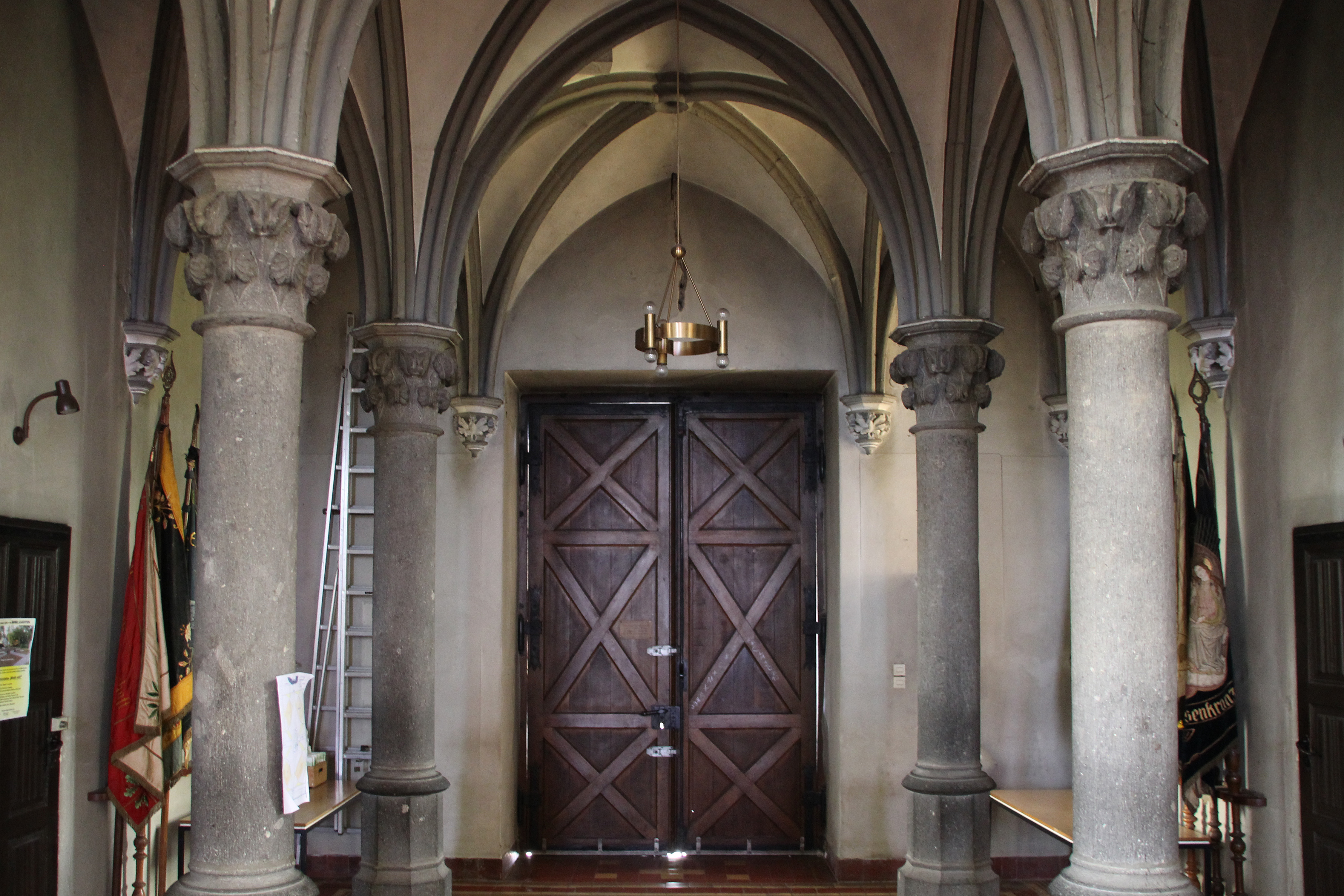
Halle unter dem Turm
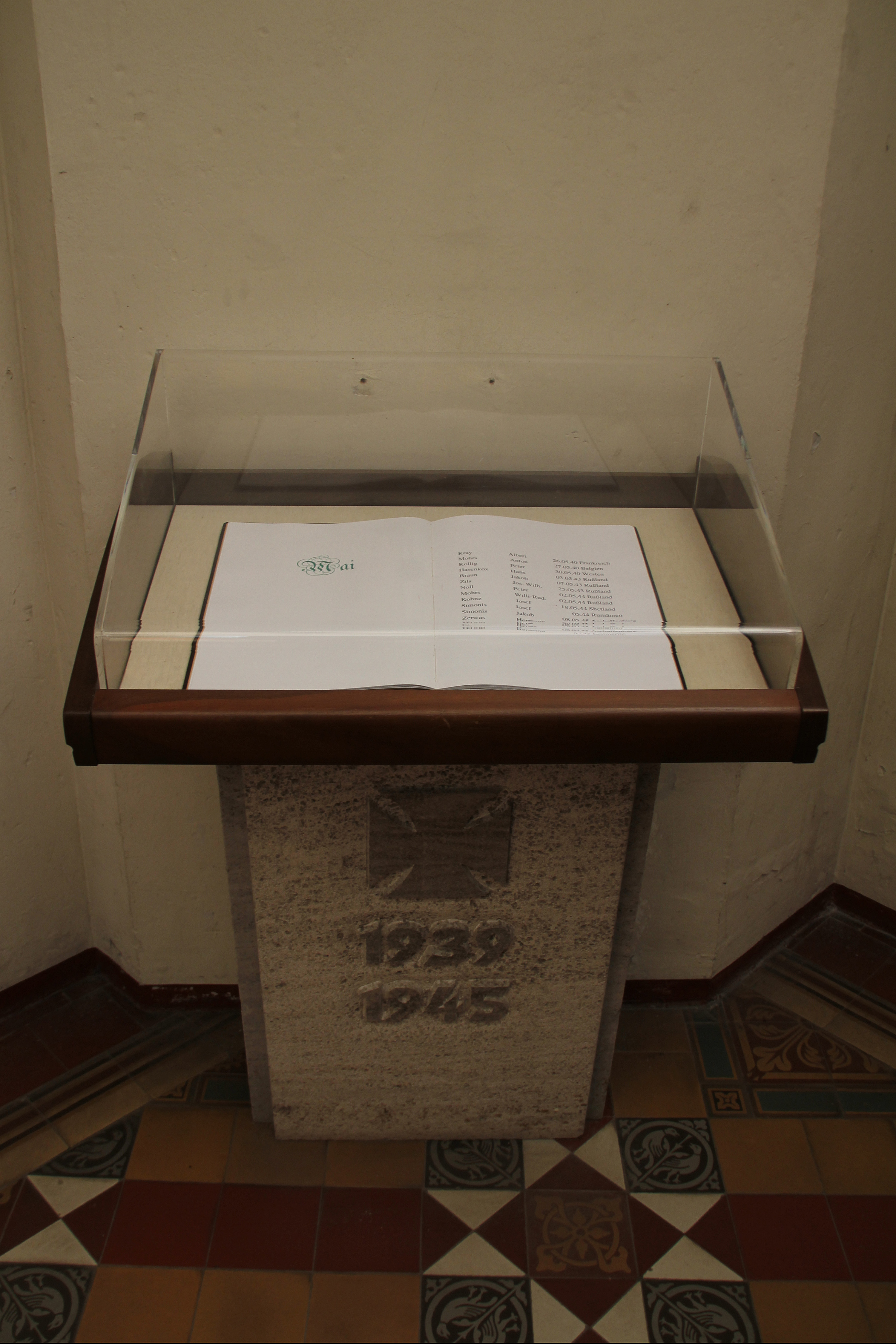
Buch des Lebens

### Orgel und Glocken
Die Orgel wurde 1960 von Orgelbau Romanus Seifert & Sohn aus Kevelaer erbaut.
Seit der Erbauung mussten die vier Glocken der Kirche zwei Mal abgegeben werden. Das erste Mal 1917 im Ersten Weltkrieg. Danach wurden sie 1924 neu angeschafft und mussten zum zweiten Mal 1941 im Zweiten Weltkrieg, diesmal nur drei Glocken, eingeschmolzen werden. Die dritte Ausstattung wurde am 25. August 1956 von der Glockengießerei Mabilon in Saarburg gegossen. Die vier neuen Glocken kamen am 21. September 1956 in Rübenach an und wurden zwei Tage später geweiht. Am 26. September erfolgte der Einbau der Glocken im Kirchturm. Sie werden von einem Elektro-Läutesystem von Diegner und Schade aus Dorsten geläutet.
Die folgenden vier Glocken befinden sich heute in der Kirche:
- Glocke 1

Ton: C, Durchmesser: 155 cm, Gewicht: 2300 kg
Inschrift: 1956 REX REGUM DOMINUS DOMINATIUM CHRISTUS VINCIT, CHRISTUS REGNAT. CHRISTUS IMPERAT. (König der Könige, Herr der Herrscher, Christus siegt, Christus herrscht, Christus befiehlt.)
- Glocke 2

Ton: ES, Durchmesser: 132 cm, Gewicht: 1053 kg
Inschrift: 1956 SANTE MAURITI ORA PRO NOBIS! QUAE SUNT CAESARIS CAESARI, QUAE SUNT DEI, DEO! (Hl. Mauritius bitte für uns! Gebt dem Kaiser, was des Kaisers ist und Gott was Gottes ist!)
- Glocke 3

Ton: F, Durchmesser: 118 cm, Gewicht: 950 kg
Inschrift: 1956 REGINA ET DOMINA MUNDI, CUNCTAS HAERESES INTERE-MISTI IN UNIVERSO MUNDO! (Königin und Herrin der Welt, alle Verwirrungen auf der ganzen Welt hast Du zunichte gemacht!)
- Glocke 4

Ton: G, Durchmesser: 104 cm, Gewicht: 700 kg
Inschrift: 1956 TU ES PETRUS – PORTAE INFERI NON PRAEVALEBUNT! (Du bist Petrus – Die Pforten der Hölle werden sie nicht überwältigen!)

## Pfarreiengemeinschaft
St. Mauritius ist Teil der „Pfarreiengemeinschaft Koblenz (Metternich)“, zu der auch St. Johannes Enthauptung und  St. Konrad in Metternich sowie St. Servatius in Güls gehören. Die Kapelle St. Maternus in Bubenheim ist eine Filiale von St. Mauritius.

## Denkmalschutz
Die Pfarrkirche St. Mauritius ist ein geschütztes Kulturdenkmal nach dem Denkmalschutzgesetz (DSchG) und in der Denkmalliste des Landes Rheinland-Pfalz eingetragen. Sie liegt in Koblenz-Rübenach in der Mauritiusstraße.
Des Weiteren ist sie ein geschütztes Kulturgut nach der Haager Konvention und mit dem blau-weißen Schutzzeichen gekennzeichnet.